# 聖ヨハネ騎士団

聖ヨハネ騎士団の旗

聖ヨハネ騎士団（せいヨハネきしだん）は、11世紀に起源を持つ宗教騎士団。テンプル騎士団、ドイツ騎士団と共に、中世ヨーロッパの三大騎士修道会の1つに数えられる。
本来は聖地巡礼に訪れたキリスト教徒の保護を任務としたが、聖地防衛の主力として活躍した。ホスピタル騎士団（Knights Hospitaller）ともいい、本拠地を移すに従ってロドス騎士団、マルタ騎士団とも呼ばれるようになった。現在の正式名称は「エルサレム、ロードス及びマルタにおける聖ヨハネ主権軍事病院騎士修道会」（ラテン語:  Supremus Ordo Militaris Hospitalis Sancti Ioannis Hierosolymitani Rhodius et Melitensis、イタリア語: Cavalieri dell’Ordine dell’Ospedale di San Giovanni di Gerusalemme）である。一般に「マルタ騎士団」と呼ばれる。

## 歴史

### 設立

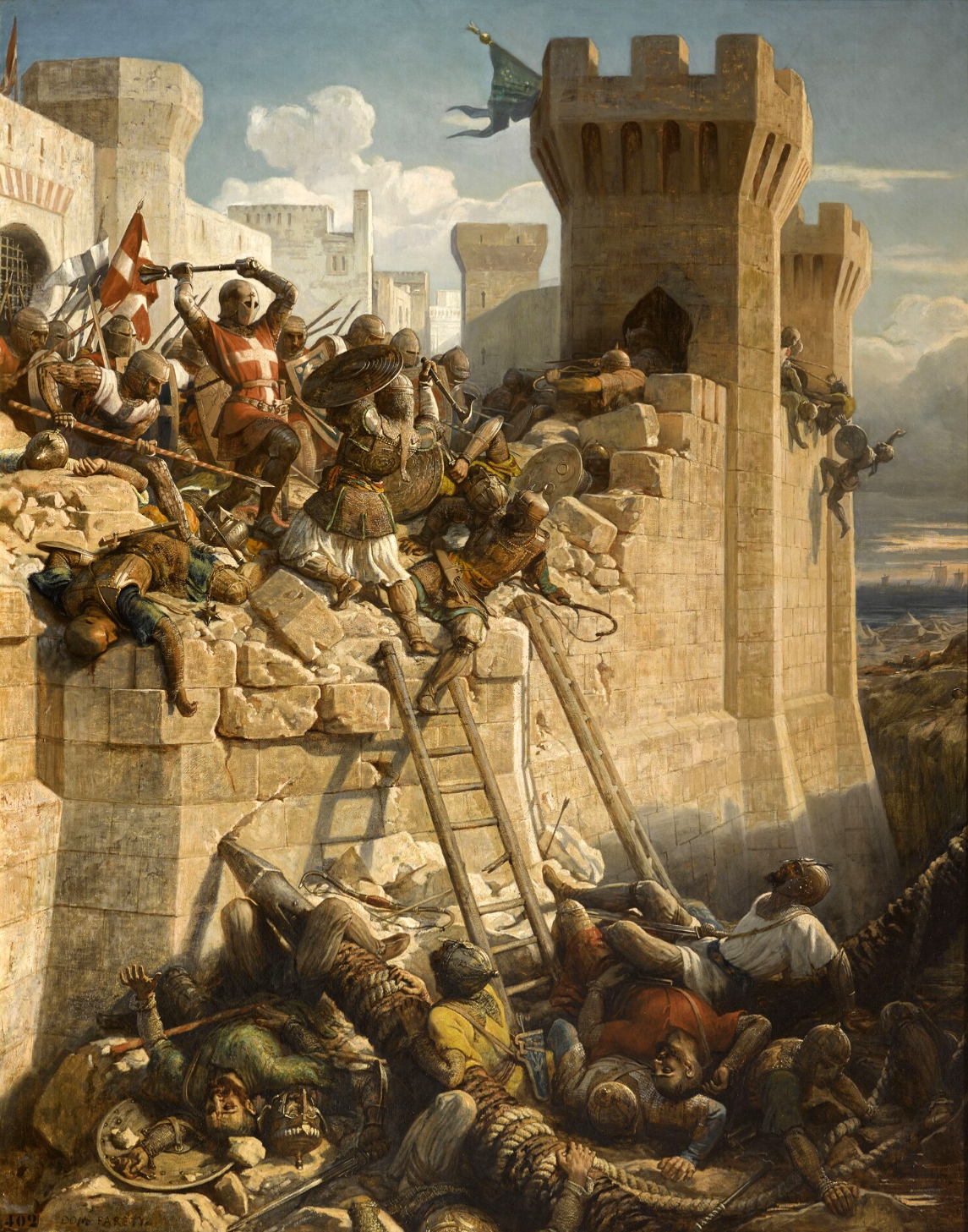
1291年のアッコン包囲戦で、城壁上で戦う騎士団。1840年頃の絵画

聖ヨハネ騎士団の歴史は1023年ごろ、アマルフィの商人がエルサレムの洗礼者ヨハネ修道院の跡に病院を兼ねた巡礼者宿泊所を設立したことに始まる。第1回十字軍の後、プロヴァンスのジェラールの努力によって、1113年に教皇パスカリス2世から騎士修道会として正式な承認を得て、1119年に設立されたテンプル騎士団と同様に徐々に軍事的要素を強めていった。ただし、この時代は主に病院（ホスピタル）騎士団と呼ばれる様に、最大2,000人が収容可能といわれた病院や宿泊施設も従来どおり運営されており、騎士出身の修道士も平時には病院での医療奉仕が義務付けられ（騎士と呼ばれていても、公的には修道請願を立てた修道士であり、本来的な意味での騎士ではない）、設立時の趣旨を色濃く残していた。当時、この騎士団に入ることは大変な栄誉とされていたが、その代償として騎士団在籍中は如何なる理由があっても結婚が禁止された。
騎士修道会は十字軍国家の防衛の主力となり、聖ヨハネ騎士団だけで2つの大要塞と140の砦を守っていた。1187年にエルサレムが陥落した後も、トリポリやアッコンを死守していたが、1291年、ついに最後のキリスト教徒の砦アッコンが陥落した後は、キプロスに逃れた。この後は海軍（実態は海賊）となってイスラーム勢力と戦ったが、キプロス王が騎士団の存在を恐れたこともあり、1309年に東ローマ帝国領であったロドス島を奪いここに本拠地を移した。これ以降、ロドス騎士団と呼ばれるようになる。

### ロドス騎士団
1312年にテンプル騎士団の資産が没収されたとき、かなりの部分が聖ヨハネ騎士団に与えられた。また、中東のイスラーム教徒と戦う唯一の主要な騎士修道会となったため、西欧から多額の寄進を受けることができた。
騎士団の構成員は騎士が500人程度で、母国語によって8つの騎士館グループに分かれていた。各グループ毎に騎士館長（戦闘の際には部隊長となる）がおり、全体を騎士団総長が統率した。各騎士館の構成員の人数が常に均等であったことはなく、フランス人の3騎士館、スペインの2騎士館の人数が突出していた。
1444年にはマムルーク朝のスルターン、1480年にはオスマン帝国のメフメト2世の襲撃を受けたが、騎士団はこれを撃退した。西欧では久しぶりのオスマン・イスラーム勢力に対する勝利として騎士団の評判は高まったが、1522年、オスマン帝国のスレイマン大帝が400隻の船団と20万人の兵で来襲した。対する騎士団側は雑兵まで含めて7千人ばかりで、必死の防戦を繰り広げたが衆寡敵せず、ついにロドス島を明け渡してシチリア島に撤退した。

### マルタ騎士団
再び本拠地をなくした騎士団だが、教皇クレメンス7世と神聖ローマ皇帝カール5世の斡旋により、シチリア王からマルタ島を借りることになった。賃貸料は毎年「マルタの鷹」1羽である。このマルタ島でも、ロドス島のときと同様にイスラームやヴェネツィアのユダヤ人に対し海賊行為を行い、マルタ島はイスラーム教徒やユダヤ人の奴隷売買の中心地となった。
1565年に再びオスマン帝国の大船団に襲われることになるが、スペインの救援とスレイマン1世の死（1566年）によって、辛うじて防衛に成功した。このときオスマン軍撃退に活躍した騎士団総長ジャン・ド・ラ・ヴァレットにちなんでマルタ島の主要港がヴァレッタと名付けられた。続く1571年のレパントの海戦でもマルタ騎士団の船が参加している。
16世紀に宗教改革が盛んになると、西欧各地の騎士団領は没収されるようになり、その力と存在意義は次第に失われていった。17世紀には、ロシア海軍やフランス海軍の一部として組み込まれるようになった。
1791年、革命さなかのフランス全土で修道会が廃止された。
1798年、ナポレオン・ボナパルトがエジプト遠征の際にマルタ島を奪ったため、根拠地を失った騎士団は正教国家であるロシア帝国を頼り、1801年にロシア皇帝パーヴェル1世を騎士団総長に選んだ。1803年には再びカトリックの総長に戻るが、これ以降は求心力を失い、各地の支部が独自に活動するようになる。1834年に本部はローマに移った。